# 最終幻想I和II的音樂
電子遊戲《最終幻想》和《最終幻想II》的音樂由系列長期作曲者植松伸夫譜曲，他之後又為其他7部最終幻想遊戲譜曲。雖然兩部遊戲是分開譜曲的，但其經常一起發行。合輯《最終幻想I·II全曲集》收錄了兩部遊戲幾乎全部的音樂，其由DataM/Polystar於1989莫阿米發行，後來又由NTT出版於1994年再版。《交響組曲最終幻想》收錄服部克久與其子服部隆之前兩部遊戲的改編樂，由DataM於1989年發行，後於1994年由NTT出版/Polystar再版。另一個改編專輯《最終幻想I·II原聲音樂》由植松伸夫和關戶剛所做，由DigiCube於2002年發行，史克威爾艾尼克斯於2004年再次發行。
音樂獲得媒體好評；評論通常稱讚原版音樂的質量和力量，改變樂曲也獲得良好反響。《主題曲》和《馬托婭的洞窟》等曲目直到今天還依然受歡迎，在管絃音樂會上多次演出，並收錄於史克威爾艾尼克斯內外出版的改編專輯與合輯中。

## 概念與創作
植松伸夫在東京音樂租賃點工作時，一個在史克威爾（後來的史克威爾艾尼克斯）藝術部門工作的女士詢問他，是否有興趣為他們的一些作品創作音樂，植松答應了。植松考慮將其作為副業，但並不相信這將成為他的全職工作。他稱這可以作為兼職賺錢，同時繼續在音樂租賃店做兼職。在加入史克威爾前，他為電視廣告譜過曲。在史克威爾工作時，他見到了最終幻想創作人坂口博信，坂口询问他是否愿意为自己的一些游戏谱曲，植松同意了。坂口给了他一些说明，如游戏需要“战斗”音乐和“城镇”音乐，剩下的谱曲交给了植松，此外他还告诉植松FC游戏机的特殊技术限制。《最终幻想》和《最终幻想II》的一些音乐在系列其他游戏以多种形式中出现，其中特别包括《水晶序曲》、《战斗》、《胜利》和《陆行鸟主题曲》。

## 最終幻想I·II全曲集
《最終幻想I·II全曲集》（ファイナルファンタジーI・II全曲集）是《最终幻想》和《最终幻想II》中电子游戏音乐的原声专辑，由植松伸夫谱曲、编曲并演奏。其收录49个曲目，计62分32秒。专辑由DataM/Polystar于1989年2月28日首发，后于1994年3月25日由NTT出版社再版。原声首班目录号为H25X-20015，再版目录号为PSCR-5251。曲目1和49为重编音乐，在两个游戏中都有出现，2－21为《最终幻想》中的曲目，22－47为《最终幻想II》中的曲目。曲目48《迷宫》是原为《最终幻想II》谱写，但未被用到的曲目；其后来在《最终幻想VI》中使用，名为《魔法屋》。
《最終幻想I·II全曲集》获得较好评价，RPGFan的本·史怀特称其“在今天有着和18年前相同的力度”，但他也认为其不如植松后来的作品有力，许多曲目“简单而不成熟”。但是RPGFan的帕特里克·江恩稱專輯是他認為的好音樂，懷舊之潮隨之而來，並特別稱讚兩個重編曲目。Soundtrack Central的艾倫·盧卡斯表達了和江恩相同的情感，並稱專輯光是重編曲目就值得購買。但Soundtrack Central的Romil Balibalita認為雖然曲目不錯，但“值得聽的只有一兩首”，他將專輯推薦給原版遊戲音樂愛好者。Square Enix Music Online的尼克稱專輯是“慢慢品味才能喜歡上”，並主要將其推薦給植松伸夫早期作品愛好者。
| 曲目列表 | 曲目列表             | 曲目列表           | 曲目列表 |
| 曲序     | 曲目                 | 中文翻譯           | 时长     |
| -------- | -------------------- | ------------------ | -------- |
| 1.       | WELCOME TO F.F.WORLD | 歡迎來到F.F.的世界 | 6:57     |
| 2.       |                      | 前奏曲             | 0:52     |
| 3.       |                      | 片頭曲             | 1:25     |
| 4.       |                      | 坷尼利亞城         | 0:47     |
| 5.       |                      | 主题曲             | 1:02     |
| 6.       |                      | 混沌神殿           | 1:00     |
| 7.       |                      | 馬托婭的洞窟       | 1:13     |
| 8.       |                      | 城鎮               | 0:52     |
| 9.       |                      | 商店               | 1:00     |
| 10.      |                      | 船                 | 0:48     |
| 11.      |                      | 海底神殿           | 1:27     |
| 12.      |                      | 迷宮               | 0:56     |
| 13.      |                      | 菜單畫面           | 0:41     |
| 14.      |                      | 飛空艇             | 0:50     |
| 15.      |                      | 古魯古火山         | 1:12     |
| 16.      |                      | 浮动城堡           | 1:14     |
| 17.      |                      | 戰鬥場景           | 1:36     |
| 18.      |                      | 勝利               | 0:38     |
| 19.      |                      | 片尾曲             | 1:49     |
| 20.      |                      | 死亡音樂           | 0:53     |
| 21.      |                      | 存檔音樂           | 0:07     |
| 22.      |                      | 前奏曲             | 0:46     |
| 23.      |                      | 戰鬥場景1          | 1:28     |
| 24.      |                      | 復活之時           | 0:24     |
| 25.      |                      | 團聚               | 0:09     |
| 26.      |                      | 反抗軍主旋律       | 1:15     |
| 27.      |                      | 城鎮               | 1:46     |
| 28.      |                      | 主題曲             | 1:26     |
| 29.      |                      | 大混亂城           | 1:04     |
| 30.      |                      | 帝國軍主旋律       | 1:29     |
| 31.      |                      | 陸行鳥主旋律       | 0:25     |
| 32.      |                      | 魔導士之塔         | 1:25     |
| 33.      |                      | 逃生！             | 0:20     |
| 34.      |                      | 古城堡             | 0:51     |
| 35.      |                      | 迷宮               | 1:46     |
| 36.      |                      | 皇帝復活           | 0:27     |
| 37.      |                      | 戰鬥場景2          | 2:10     |
| 38.      |                      | 勝利               | 0:40     |
| 39.      |                      | 結局               | 3:09     |
| 40.      |                      | 華爾茲             | 0:41     |
| 41.      |                      | 公主的誘惑         | 0:28     |
| 42.      |                      | 死亡音樂           | 0:50     |
| 43.      |                      | 号角齐鸣           | 0:06     |
| 44.      |                      | 夥伴加入           | 0:07     |
| 45.      |                      | 上店               | 0:41     |
| 46.      |                      | 飛空艇             | 0:56     |
| 47.      |                      | 戰鬥場景3          | 1:58     |
| 48.      |                      | 迷宮               | 0:59     |
| 49.      | FAREWELL! F.F. WORLD | 再見！F.F.的世界   | 7:25     |

## 交響組曲最終幻想
《交響組曲最終幻想》（交響組曲ファイナルファンタジー）專輯收錄了《最終幻想》和《最終幻想II》音樂的改編曲，音樂由植松伸夫譜曲，服部克久與其子服部隆之改編，並由東京交響樂團演奏。其收錄7首曲目計算39分49秒。专辑由DataM于1989年7月25日首發，後於1994年3月25日由NTT出版社/Polystar再版。原版專輯目錄號為H28X-10007，再版專輯目錄號為PSCR-5253。音樂本身東京交響樂團在東京品川臨時大廳音樂會的錄音。
《交響組曲最終幻想》獲得非常好的評論，帕特里克·江恩稱“音樂本身是接觸的”，“重編是絕妙的”，他還稱音樂不僅本身令人懷舊，還把合唱團和配樂結合起來。Square Enix Music Online的克里斯和西蒙等評論也同意這點，他們分別稱專輯“彙集了現有的最終幻想系列唱片中的一些佳作，以及最巧妙的嘗試，是一部交響樂傑作”，以及“在技術上做到了，在音階上當時很少這麼製作做”。Soundtrack Central的艾萨克·恩格尔霍恩也很喜歡專輯，稱其是“精彩”也是他最喜歡的最終幻想重編專輯，但他對專輯長度和聲音質量提出了相反觀點。
| 曲目列表 | 曲目列表          | 曲目列表                                                                     | 曲目列表 |
| 曲序     | 曲目              | 原版曲目（遊戲）                                                             | 时长     |
| -------- | ----------------- | ---------------------------------------------------------------------------- | -------- |
| 1.       | SCENE I           | 《主題曲》（《最終幻想II》）                                                 | 4:19     |
| 2.       | SCENE II          | 《戰鬥場景2》（《最終幻想II》）                                              | 5:04     |
| 3.       | SCENE III         | 《片頭曲》、《城鎮》、《馬托婭的山洞》（《最終幻想》）                       | 6:08     |
| 4.       | SCENE IV          | 《結局》（《最終幻想II》）                                                   | 5:24     |
| 5.       | SCENE V - Prelude | 《主題曲》、《混沌神殿》（《最終幻想》）                                     | 8:14     |
| 6.       | SCENE VI          | 《古魯古火山》（《最終幻想》），《迷宮》、《帝國軍主旋律》（《最終幻想II》） | 5:05     |
| 7.       | SCENE VII         | 《反抗軍主旋律》（《最終幻想II》）                                           | 5:31     |

## 最終幻想I·II原聲音樂
《最終幻想I·II原聲音樂》（ファイナルファンタジーI・II　オリジナル・サウンドトラック）是遊戲PlayStation版《最终幻想I·II珍藏包》的原聲專輯。原聲收錄原版音樂因PlayStation聲音機能提升而重編的樂曲。曲目由植松伸夫譜寫，並由植松和關戶剛重編。專輯收錄兩碟65首曲目，記1小時42分30秒。專輯由DigiCube於2002年10月23日首發，後由史克威爾艾尼克斯於2004年9月23日再版。原版目錄號為SSCX-10071~2，再版目錄號為SQEX-10032~3。首張碟片收錄植松伸夫為《最終幻想》重編的音樂，第二張碟片收錄關戶剛為《最終幻想II》重編的音樂。
《最終幻想I·II原聲音樂》獲得好評並登上日本公信榜第87位，Square Enix Music Online的盧斯卡稱讚了關戶剛在編曲方面的影響，並將專輯推薦給最終幻想鐵杆愛好者
。
| 碟片1 | 碟片1 | 碟片1        | 碟片1 |
| 曲序  | 曲目  | 中文翻譯     | 时长  |
| ----- | ----- | ------------ | ----- |
| 1.    |       | 開場動畫     | 2:02  |
| 2.    |       | 開場動畫+SE  | 2:02  |
| 3.    |       | 開頭演示     | 1:57  |
| 4.    |       | 前奏曲       | 1:46  |
| 5.    |       | 片頭曲       | 1:52  |
| 6.    |       | 坷尼利亞城堡 | 2:15  |
| 7.    |       | 主題曲       | 2:38  |
| 8.    |       | 混沌神殿     | 1:46  |
| 9.    |       | 馬托婭的洞窟 | 2:28  |
| 10.   |       | 城鎮         | 1:53  |
| 11.   |       | 商店         | 1:22  |
| 12.   |       | 船           | 1:38  |
| 13.   |       | 海底神殿     | 1:42  |
| 14.   |       | 迷宮         | 1:30  |
| 15.   |       | 菜單畫面     | 0:58  |
| 16.   |       | 飛空艇       | 1:29  |
| 17.   |       | 古魯古火山   | 2:36  |
| 18.   |       | 浮空城堡     | 2:28  |
| 19.   |       | 戰鬥場景     | 1:39  |
| 20.   |       | 勝利         | 0:49  |
| 21.   |       | 死亡音樂     | 0:56  |
| 22.   |       | 存檔音樂     | 0:11  |
| 23.   |       | 教堂         | 1:58  |
| 24.   |       | 荒廢的城堡   | 2:12  |
| 25.   |       | 琵琶曲       | 0:35  |
| 26.   |       | 搭橋         | 0:42  |
| 27.   |       | 進入深處     | 0:17  |
| 28.   |       | 号角齐鸣     | 0:08  |
| 29.   |       | 水晶復活     | 0:16  |
| 30.   |       | 重要物入手   | 0:09  |
| 31.   |       | 旅館         | 1:22  |
| 32.   |       | 中頭目       | 1:34  |
| 33.   |       | 頭目戰A      | 2:11  |
| 34.   |       | 頭目戰B      | 2:13  |
| 35.   |       | 決戰         | 1:51  |
| 36.   |       | 片尾曲       | 2:06  |

| 碟片2 | 碟片2 | 碟片2        | 碟片2 |
| 曲序  | 曲目  | 中文翻譯     | 时长  |
| ----- | ----- | ------------ | ----- |
| 1.    |       | 開場動畫     | 2:37  |
| 2.    |       | 開場動畫+SE  | 2:39  |
| 3.    |       | 開場曲       | 1:28  |
| 4.    |       | 前奏曲       | 1:33  |
| 5.    |       | 戰鬥場景1    | 1:38  |
| 6.    |       | 復活之時     | 1:25  |
| 7.    |       | 團聚         | 0:13  |
| 8.    |       | 反抗軍主題曲 | 2:26  |
| 9.    |       | 城鎮         | 1:56  |
| 10.   |       | 主題曲       | 2:50  |
| 11.   |       | 大混亂城     | 1:18  |
| 12.   |       | 帝國軍主題曲 | 2:55  |
| 13.   |       | 陸行鳥主題曲 | 0:31  |
| 14.   |       | 魔導士之塔   | 1:34  |
| 15.   |       | 逃生！       | 1:15  |
| 16.   |       | 古城堡       | 2:44  |
| 17.   |       | 迷宮         | 1:54  |
| 18.   |       | 皇帝復活     | 0:49  |
| 19.   |       | 勝利         | 0:46  |
| 20.   |       | 華爾茲       | 0:50  |
| 21.   |       | 公主的誘惑   | 1:47  |
| 22.   |       | 死亡音樂     | 0:57  |
| 23.   |       | 号角齐鸣     | 0:09  |
| 24.   |       | 夥伴加入     | 0:09  |
| 25.   |       | 旅館         | 0:09  |
| 26.   |       | 戰鬥場景A    | 2:25  |
| 27.   |       | 戰鬥場景B    | 2:04  |
| 28.   |       | 戰鬥場景2    | 2:20  |
| 29.   |       | 結局         | 4:10  |

## 影響
由植松伸夫領先的樂隊黑魔導士將最終幻想遊戲音樂改編為搖滾音樂風格，其中包括兩首《最終幻想》遊戲音樂，分別為2003年專輯《黑魔導士》中的《戰鬥場景》和2004年專輯《天空之上》的《馬托婭的山洞》。他們還重編了《最終幻想II》的音樂，以《戰鬥場景II》為題收錄於《黑魔導士》專輯中。《最終幻想》音樂《馬托婭的山洞》和《最終幻想II》之《主題曲》的填詞版由大木理紗演唱，收錄於史克威爾製作的合輯《最終幻想聲樂合輯I －祈禱－》中。此外，《最終幻想》音樂《主題曲》和《最終幻想II》之《尾聲》的填詞版由大木理紗和野口郁子演唱，並收錄於《最終幻想聲樂合輯II “愛將成長”》中。
《最終幻想》和《最終幻想II》的音樂還在多場官方音樂會和现场专辑中演出，如管絃音樂會現場專輯《20020220 最終幻想音樂會》，其中選取了包括本作在內系列各遊戲的音樂。此外，皇家斯德哥爾摩交響管絃樂團在巡迴音樂會《Distant Worlds - Music from Final Fantasy》中演奏的組曲中使用了一些遊戲樂曲，而新日本管絃交響樂團在《Tour de Japon》系列音樂會上演奏了另一版本的組曲。《最終幻想》的《主題曲》在東京《按下開始 －遊戲交響樂－ 2006》音樂會中演奏。在2011年7月9日，紀念植松伸夫音樂的音樂會《失落的奧德賽》上，演奏了《最終幻想》音樂協奏組曲。聚焦於電子遊戲音樂的Project Majestic Mix樂團創作發行了獨立，但經官方授權的《最終幻想》和《最終幻想II》發售音樂。音樂還被選入日本混音專輯《同人音樂》，以及英文混音網站中。

## 外部連結
- 植松伸夫官方頁面 （页面存档备份，存于） （英文）
- 史克威爾艾尼克斯官方商店 （英文）